# رودلف كيتل
رودلف كيتل (بالألمانية: Rudolf Kittel)‏ هو عالم عقيدة ألماني، ولد في 28 مارس 1853 في Eningen ‏ في ألمانيا، وتوفي في 20 أكتوبر 1929 في لايبزيغ في ألمانيا.

## وصلات خارجية
- رودلف كيتل على موقع الموسوعة البريطانية (الإنجليزية)